# SN 2005V
SN 2005V – supernowa typu Ib/c odkryta 30 stycznia 2005 roku w galaktyce NGC 2146. W momencie odkrycia miała maksymalną jasność 13,80m.